# Steig. Nicht. Aus!
Steig. Nicht. Aus! (bra: Direção Explosiva) é um filme alemão de 2018, do gênero suspense, dirigido por Christian Alvart.

## Sinopse
Durante o percurso em que levava os filhos para a escola, Karl Brendt (Wotan Wilke Möhring) recebe uma ligação de um número desconhecido informando que há uma bomba no carro, que explodirá caso ele ou seus filhos se levantem. Em meio ao estresse da situação, Karl deve escolher entre acreditar na voz do telefone ou que é tudo uma brincadeira de 1º de abril.

## Elenco
- Wotan Wilke Möhring
- Hannah Herzsprung
- Christiane Paul
- Aleksandar Jovanovic
- Marc Hosemann
- Fahri Yardim
- Mavie Hörbiger